# João Correia de Sá
João Correia de Sá foi filho de Salvador Correia de Sá e Benevides governador do Rio de Janeiro, e Catarina Ramires de Velasco e Osorio de Vilagra, sua esposa espanhola. Foi governador do Rio de Janeiro entre 1661 e 1662.
A 22 de março de 1644 recebeu mercê do hábito de Cristo. 
Em 1648 o pai o encarregou de tarefa importante: tendo Duarte Correia Vasqueanes recebido a Carta Real que aprovou as provisões expedidas por Francisco de Souto Maior, apressou a saída dos irmãos Azeredo, que haviam concorrido com todos os aprestos sem depender da Fazenda Real. Esta expedição partiu do Espírito Santo em 1647 com 25 canoas, dezessete brancos e 150 índios. Romperam o sertão rumo às esmeraldas mas com tanta infelicidade que as pedras apresentadas foram reconhecidas por falsas. Quando voltaram, porém, traziam informações tão completas que Salvador Correia de Sá e Benevides decidiu formar uma segunda tropa dando-lhe por chefe este seu filho João. Sua comitiva foi ainda mais desastrada, sendo inteiramente desbaratada pelos bárbaros.
Data de 15 de setembro de 1674 doação a ele, então general na India, e ao seu irmão primogênito, Visconde de Asseca, de 20 léguas na futura capitania do Paraíba do Sul. 
João casou três vezes, uma delas com Helena Margarida Mascarenhas (erroneamente dita Martins), depois com Ana Sarmento e, em 1676, quando era governador de Ormuz foi acusado de matar o sogro, e voltou preso para Portugal. 
Marechal de campo, com importantes serviços militares prestados no Brasil e na India.